# هارولد بادل
هارولد بادل (انگلیسی: Harold Bodle; ۴ اکتبر ۱۹۲۰ – ۱ ژانویهٔ ۲۰۰۵) بازیکن فوتبال اهل بریتانیا بود.
از باشگاه‌هایی که در آن بازی کرده‌است می‌توان به باشگاه فوتبال استوک‌پورت کانتی، باشگاه فوتبال بری، باشگاه فوتبال بیرمنگام سیتی، و باشگاه فوتبال روترهام یونایتد اشاره کرد.